# Mike Bozzi
Mike Bozzi je americký zvukový inženýr věnující se masteringu. Vyrůstal v Los Angeles a Ontariu, jeho otec pracoval v rozhlasovém průmyslu. Bozzi pracuje ve studiích Bernieho Grundmana v Hollywoodu, a to převážně v oblasti hip hopu. Zpočátku v Grundmanových studiích pracoval jako asistent Briana Gardnera, kterého po jeho odchodu v roce 2015 nahradil. Během své kariéry, kterou zahájil v devadesátých letech, pracoval na desítkách alb mnoha umělců, mezi něž patří například Earl Sweatshirt, Panda Bear, Anderson Paak nebo Sunflower Bean. K roku 2019 byl devětkrát nominován na cenu Grammy, například za desky Kendricka Lamara nebo Childish Gambina.